# Kanton Cusset-Nord
Der Kanton Cusset-Nord war von 1790 bis 2015 ein französischer Wahlkreis im Arrondissement Vichy, im Département Allier und in der Region Auvergne. Hauptort war Cusset.
Der Kanton grenzte im Norden an den Kanton Varennes-sur-Allier, im Osten an den Kanton Lapalisse, im Süden an den Kanton Cusset-Sud und im Westen an die Kantone Vichy-Nord und Escurolles.

## Geschichte
Der Kanton wurde am 4. März 1790 im Zuge der Einrichtung der Départements als Teil des damaligen District de Lapalisse gegründet. Mit der Gründung der Arrondissements am 17. Februar 1800 wurde der Kanton als Teil des damaligen Arrondissements Lapalisse neu zugeschnitten. Am 24. August 1941 wurde Vichy anstelle von Lapalisse die Verwaltung des Arrondissements zugeteilt. Die landesweiten Änderungen in der Zusammensetzung der Kantone brachten im März 2015 die Auflösung des Kantons Cusset-Nord. Sein vorletzter Vertreter im conseil général des Départements war von 1994 bis 2013 (zuvor auch 1979 bis 1985 und 1986 bis 1992) René Bardet (PCF). Ihm folgte Magali Dubreuil (EELV).

## Gemeinden
Der Kanton umfasste ein Teil der Stadt Cusset (angegeben ist die Gesamteinwohnerzahl, im Kanton lebten etwa 8900 Einwohner Cussets) und weitere drei Gemeinden:
| Gemeinde          | Einwohner Jahr | Fläche km² | Bevölkerungsdichte | Code INSEE | Postleitzahl |
| ----------------- | -------------- | ---------- | ------------------ | ---------- | ------------ |
| Bost              | 194 (2013)     | 9,48       | 20 Einw./km²       | 03033      | 03300        |
| Creuzier-le-Neuf  | 1.095 (2013)   | 10,88      | 101 Einw./km²      | 03093      | 03300        |
| Creuzier-le-Vieux | 3.313 (2013)   | 11,38      | 291 Einw./km²      | 03094      | 03300        |
| Cusset            | 13.545 (2013)  | –          | – Einw./km²        | 03095      | 03300        |